# Fontainebleau (Québec)
Pour les articles homonymes, voir Fontainebleau (homonymie).
Fontainebleau était une municipalité dans la municipalité régionale de comté du Haut-Saint-François au Québec (Canada), située dans la région administrative de l'Estrie.

## Historique

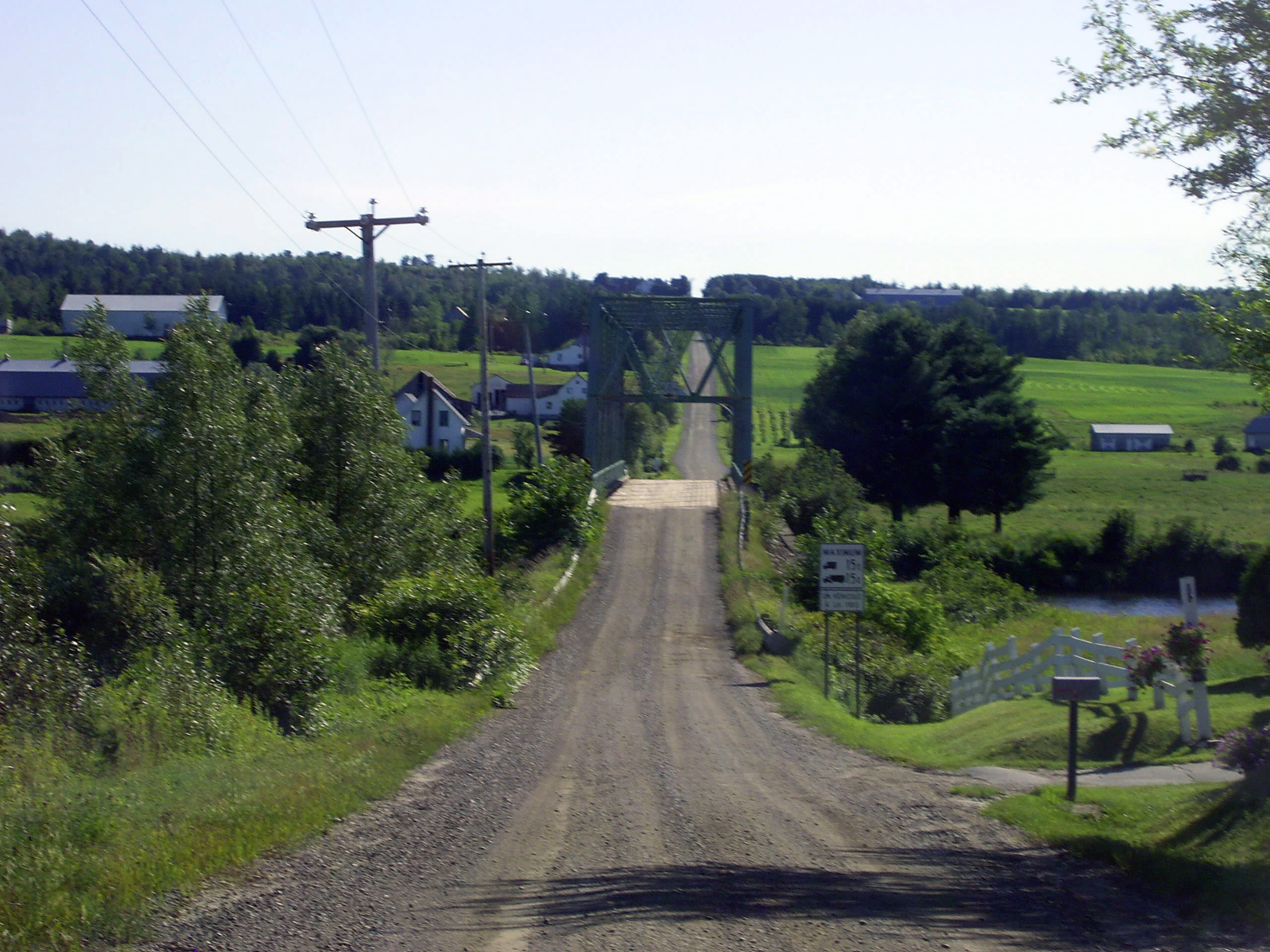
Pont surplombant la Rivière au Saumon (Le Haut-Saint-François)

D'abord fondée sous le nom de Saint-Raymond-de-Penneford-de-Weedon, Fontainebleau est située au cœur des Cantons de l'Est. Fontainebleau a été fusionnée avec les municipalités de Weedon et Saint-Gérard, mais conserve son nom au niveau des adresses postales.
Le secteur de Fontainebleau est traversée par la rivière au Saumon et la rivière au Rat, qui sont des affluents de rive sud-est de la rivière Saint-François.

## Activité économique

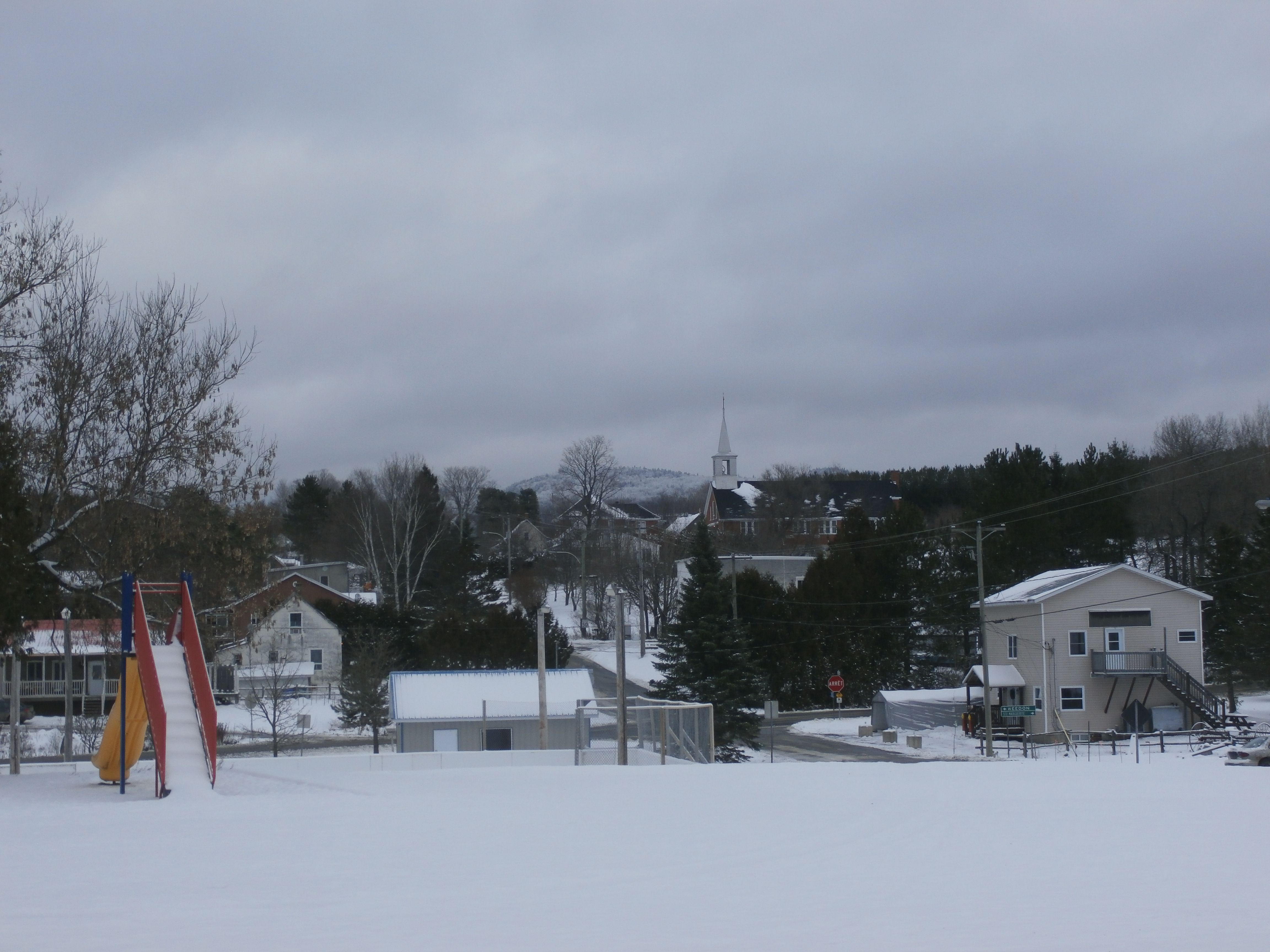
Le village de Fontainebleau à l'est de la Rivière Saint-François.

Bien qu'aujourd'hui Fontainebleau ne possède plus d'entreprises et de commerces autre que des agriculteurs qui vendent leurs produits, elle fut jadis centrée autour de l'exploitation minière de la mine de cuivre (aujourd'hui fermée) qui a donné son nom au principal chemin traversant le village (Rang 2 / Chemin de la Mine)

## Attrait
Près de l'entrée sud du village et de l'ancienne scierie, se trouve un petit sanctuaire composé d'une statue de la Vierge Marie permettant de se recueillir.

## Personnalités célèbres
- Doris Lussier (1918-1993) alias Père Gédéon